# Zeitableitung
Die Zeitableitung ist eine Ableitung eines Wertes nach der Zeit. Aus dem Ort eines sich bewegenden Körpers entstehen durch mehrfach hintereinander angewandte Zeitableitung die Geschwindigkeit, die Beschleunigung und der Ruck. Allgemein entsteht durch Zeitableitung die Änderungsrate des Werts, der wie beim Ort eine physikalische Größe oder beispielsweise eine ökonomische Funktion sein kann.
Die Umkehrung der Zeitableitung ist die Zeitintegration, für die in Form der numerischen Simulation mächtige Lösungsverfahren zur Verfügung stehen. So können mit der Zeitableitung Vorhersagen über zukünftige Werte ermittelt werden, die bei einer Wertung und/oder Entscheidungsfindung helfen können, so wie Wettervorhersagen bei der Planung der nächsten Tage. Es können auch die hinter der Zeitableitung stehenden Annahmen und Theorien validiert oder falsifiziert werden. In der Wissenschaftstheorie nach Karl Popper nimmt die Falsifizierbarkeit einer Theorie oder Hypothese eine zentrale Rolle ein.
Gewöhnlich ist {\displaystyle t} von lateinisch tempus die Variable, die die Zeit bezeichnet.

## Notation
Für die Zeitableitung einer Funktion {\displaystyle f} werden viele Notationen verwendet.
- Auf Gottfried Wilhelm Leibniz geht die Leibniz-Notation zurück:

{\displaystyle {\frac {\mathrm {d} f}{\mathrm {d} t}}}
- Isaac Newton benutzte den Überpunkt (Newton-Notation), der häufig in der Physik verwendet wird:

{\displaystyle {\dot {f}}}
- Leonhard Eulers Notation benutzt die Operatoren-Schreibweise mit einem D oder ∂:

{\displaystyle \mathrm {D} f(t)=\mathrm {D} _{t}f=\partial _{t}f}
- Hängt der Funktionswert nicht nur von der Zeit, sondern auch von anderen Größen {\displaystyle x} ab, dann bedeutet die partielle Ableitung die Zeitableitung bei konstant gehaltenem {\displaystyle x}:

{\displaystyle {\frac {\partial f(x,t)}{\partial t}}:=\left.{\frac {\mathrm {d} }{\mathrm {d} t}}f(x,t)\right|_{x\;{\text{fest}}}}
- Mehrfache Zeitableitungen, wie beispielsweise die zweite, werden notiert als

{\displaystyle {\frac {\mathrm {d} ^{2}f}{\mathrm {d} t^{2}}},\;{\ddot {f}},\;{\frac {\partial ^{2}f}{\partial t^{2}}},\;\partial _{tt}f}
- Analog werden auch Zeitableitungen für vektorielle Größen geschrieben:

{\displaystyle {\begin{aligned}{\vec {v}}&=\left(v_{1},v_{2},v_{3},\ldots \right)\\\rightarrow {\frac {\mathrm {d} {\vec {v}}}{\mathrm {d} t}}&=\left({\frac {\mathrm {d} v_{1}}{\mathrm {d} t}},{\frac {\mathrm {d} v_{2}}{\mathrm {d} t}},{\frac {\mathrm {d} v_{3}}{\mathrm {d} t}},\ldots \right)\;\mathrm {bzw.} \\\rightarrow {\dot {\vec {v}}}&=\left({\dot {v}}_{1},{\dot {v}}_{2},{\dot {v}}_{3},\ldots \right)\end{aligned}}}
Um die Ableitungen überhaupt durchführen zu können, wird die Zeit als kontinuierliche Größe angenommen. Diese Annahme wird im Artikel „Zeit“ diskutiert, siehe dort „Grenzen des physikalischen Zeitbegriffs“.

## Besondere Zeitableitungen

### Relative Zeitableitung
Auf der Erde werden die Geschwindigkeiten im Alltag relativ zur Umgebung gemessen. Beispielsweise misst der Tachometer im Auto die Geschwindigkeit relativ zum Untergrund. Zusätzlich dreht sich jedoch die Erde um sich selbst. Soll dies berücksichtigt werden, dann addiert sich zur ersteren lokalen oder relativen Geschwindigkeit auf der Erdoberfläche noch ein Anteil hinzu, der sich aus der Rotation der Erde ergibt:
{\displaystyle {\frac {\mathrm {d} {\vec {x}}}{\mathrm {d} t}}={\dot {\vec {x}}}_{\text{rel}}+{\dot {\vec {x}}}_{\text{rot}}}
Mathematisch lässt sich das mit einem rotierenden Bezugssystem darstellen.
Sei {\displaystyle \textstyle {\vec {x}}=\sum _{i}x_{i}{\hat {e}}_{i}} ein Vektor mit Komponenten {\displaystyle x_{i}} bezüglich eines Basissystems {\displaystyle \{{\hat {e}}_{i}\}}. Nach der Produktregel lautet die Zeitableitung:
{\displaystyle {\frac {\mathrm {d} {\vec {x}}}{\mathrm {d} t}}=\underbrace {\sum _{i}{\frac {\mathrm {d} x_{i}}{\mathrm {d} t}}{\hat {e}}_{i}} _{{\dot {\vec {x}}}_{\text{rel}}}+\underbrace {\sum _{i}x_{i}{\frac {\mathrm {d} {\hat {e}}_{i}}{\mathrm {d} t}}} _{{\dot {\vec {x}}}_{\text{rot}}}}
Darin ist
{\displaystyle {\dot {\vec {x}}}_{\text{rel}}={\frac {\mathrm {d} '{\vec {x}}}{\mathrm {d} t}}={\frac {\mathrm {d} _{r}{\vec {x}}}{\mathrm {d} t}}}
die relative Zeitableitung zum Basissystem {\displaystyle \{{\hat {e}}_{i}\}}, wo dieses als konstant angenommen wird.
Bei einem Orthonormalsystem kommt nur eine Rotation des Bezugssystems in Frage, bei der sich die Zeitableitung der Basisvektoren im dreidimensionalen Raum unserer Anschauung gemäß {\displaystyle {\dot {\hat {e}}}_{i}={\vec {\omega }}\times {\hat {e}}_{i}} aus dem Kreuzprodukt {\displaystyle \times } mit der Winkelgeschwindigkeit {\displaystyle {\vec {\omega }}} des Bezugssystems errechnet. Damit ergibt sich
{\displaystyle {\dot {\vec {x}}}_{\text{rot}}={\vec {\omega }}\times {\vec {x}}}
und die vollständige Zeitableitung
{\displaystyle {\frac {\mathrm {d} {\vec {x}}}{\mathrm {d} t}}={\frac {\mathrm {d} '{\vec {x}}}{\mathrm {d} t}}+{\vec {\omega }}\times {\vec {x}}}

### Lokale und materielle Zeitableitung
Bei einem ausgedehnten Körper kann eine ihm zugeordnete Größe, beispielsweise die Temperatur {\displaystyle T}, bei ungleichmäßiger Verteilung vom Ort {\displaystyle {\vec {x}}} oder vom betrachteten Partikel {\displaystyle {\mathcal {P}}} des Körpers abhängen. Die Zeitableitung einer solchen Größe kann entsprechend ausgewertet werden:
- bei festgehaltenem Raumpunkt (lokale Zeitableitung) oder
- bei festgehaltenem Teilchen (materielle oder substantielle Ableitung).

Weil sich die physikalischen Gesetze in der klassischen Mechanik auf materielle Punkte beziehen, ist dort die substantielle Zeitableitung bestimmend.

#### Lokale Zeitableitung
Die lokale Zeitableitung, d. h. die Änderungsrate, die an einem festen Raumpunkt {\displaystyle {\vec {x}}} beobachtet wird, ist die partielle Zeitableitung:
{\displaystyle {\frac {\partial T({\vec {x}},t)}{\partial t}}=\left.{\frac {\mathrm {d} }{\mathrm {d} t}}T({\vec {x}},t)\right|_{{\vec {x}}\;{\text{fest}}}}
Beispielsweise misst ein Außenthermometer die Temperatur am Ort seiner Anbringung.

#### Materielle Zeitableitung
Die materielle Zeitableitung ist die Zeitableitung bei festgehaltenem Partikel {\displaystyle {\mathcal {P}}}. Das Thermometer würde hier nur die Temperatur und deren Rate beim Partikel {\displaystyle {\mathcal {P}}} messen.
In der Lagrange’schen Darstellung ist die materielle Zeitableitung die partielle Ableitung nach der Zeit:
{\displaystyle {\frac {\mathrm {D} }{\mathrm {D} t}}T_{0}({\mathcal {P}},t):=\left.{\frac {\mathrm {d} }{\mathrm {d} t}}T_{0}({\mathcal {P}},t)\right|_{{\mathcal {P}}\;{\text{fest}}}={\frac {\partial }{\partial t}}T_{0}({\mathcal {P}},t)}
In der Euler’schen Darstellung setzt sich die materielle Zeitableitung zusammen aus dem lokalen und einem zusätzlichen konvektiven Anteil:
{\displaystyle {\frac {\mathrm {D} }{\mathrm {D} t}}T({\vec {x}},t)={\frac {\partial }{\partial t}}T({\vec {x}},t)+\operatorname {grad} {\bigl (}T({\vec {x}},t){\bigr )}\cdot {\vec {v}}({\vec {x}},t)}
mit
- dem Temperaturgradienten[5] {\displaystyle \operatorname {grad} {\bigl (}T({\vec {x}},t){\bigr )}={\tfrac {\partial }{\partial {\vec {x}}}}T({\vec {x}},t)}
- der Geschwindigkeit {\displaystyle {\vec {v}}({\vec {x}},t)={\dot {\vec {\chi }}}({\mathcal {P}},t)} des zur Zeit {\displaystyle t} am Ort {\displaystyle {\vec {x}}} befindlichen Teilchens {\displaystyle {\mathcal {P}}} mit der Bewegungsfunktion {\displaystyle {\vec {x}}={\vec {\chi }}({\mathcal {P}},t)}.

In der Euler’schen Darstellung bildet sich die materielle Zeitableitung also mit {\displaystyle {\tfrac {\mathrm {D} }{\mathrm {D} t}}={\tfrac {\partial }{\partial t}}+{\vec {v}}\cdot \nabla } und dem Nabla-Operator 𝜵, was sich auch auf Vektor- und Tensorfelder anwenden lässt, siehe Vektorgradient.
Siehe auch: Abweichender Gebrauch der Begriffe partielle und totale Ableitung in der Physik

### Objektive Zeitableitung
Ein Insasse eines fahrenden Zuges wird die Geschwindigkeit eines vorbeifliegenden Vogels anders beurteilen als ein in der Nähe befindlicher Fußgänger. Die Geschwindigkeit ist demnach vom Standpunkt abhängig, sie ist genauer nicht bezugssysteminvariant oder kürzer nicht objektiv.
Für die Formulierung eines Materialmodells, in dem die Raten konstitutiver Variablen auftreten, wie beispielsweise beim newtonschen Fluid, werden jedoch objektive Zeitableitungen dieser Variablen benötigt. Denn es entspricht nicht der Erfahrung, dass ein bewegter Beobachter ein anderes Materialverhalten misst als ein ruhender.
Für ein objektives räumliches Vektorfeld {\displaystyle {\vec {y}}({\vec {x}},t)} ist beispielsweise die Zeitableitung:
{\displaystyle {\stackrel {\nabla }{\vec {y}}}={\dot {\vec {y}}}-\mathbf {l} \cdot {\vec {y}}}
wieder objektiv; darin ist {\displaystyle \mathbf {l} } der Geschwindigkeitsgradient.
Besonders elegante Formulierungen für objektive Zeitableitungen ergeben sich in konvektiven Koordinaten.

## Verwendung

### Physik
Zeitableitungen sind ein Schlüsselbegriff in der Physik, wo sie in vielen Grundgleichungen vorkommen, unter anderem:
- Die Kraft ist die Zeitableitung des Impulses,
- Die Leistung ist die Zeitableitung der Energie und
- der elektrische Strom ist die Zeitableitung der elektrischen Ladung.

### Chemie
Die grundlegende Größe der chemischen Kinetik ist die Reaktionsgeschwindigkeit, die die Zeitableitung der Umsatzvariable in einer chemischen Reaktion ist und die Dimension einer Stoffmenge pro Zeit besitzt.

### Biologie
Die Populationsdynamik ist die Veränderung der Größe biologischer Populationen in kürzeren oder längeren Zeiträumen. Die Zeitableitung der Populationsgröße ist die Differenz aus Geburtenrate und Sterberate, die wiederum von der Populationsgröße beeinflusst werden.

### Wirtschaftswissenschaften
In der Wirtschaftswissenschaft beschreiben theoretische Modelle, zum Beispiel das Solow-Modell, das Verhalten ökonomischer Variablen über der Zeit. Dabei treten Zeitableitungen der ökonomischen Variablen auf:
- Zur Vorratsinvestition zählen die Vorratsveränderungen der Lagerbestände und Betriebsstoffe, also deren Zeitableitungen.
- Die Umlaufgeschwindigkeit des Geldes ist der Quotient aus dem nominalen Bruttoinlandsprodukt und der Geldmenge selbst.